# Cantón de Chambon-sur-Voueize
El cantón de Chambon-sur-Voueize era una división administrativa francesa, que estaba situada en el departamento de Creuse y la región de Limusín.

## Composición
El cantón estaba formado por once comunas:
- Auge
- Budelière
- Chambon-sur-Voueize
- Lépaud
- Lussat
- Nouhant
- Saint-Julien-le-Châtel
- Saint-Loup
- Tardes
- Verneiges
- Viersat

## Supresión del cantón de Chambon-sur-Voueize
En aplicación del Decreto n.º 2014-161 de 17 de febrero de 2014, el cantón de Chambon-sur-Voueize fue suprimido el 22 de marzo de 2015 y sus 11 comunas pasaron a formar parte; nueve del nuevo cantón de Évaux-les-Bains y dos del nuevo cantón de Gouzon.